# Breaking Benjamin (EP)
Breaking Benjamin  es el primer EP lanzado por la banda estadounidense Breaking Benjamin antes de firmar contrato con Hollywood Records. El EP fue lanzado en su ciudad natal de Wilkes-Barre. Después de su lanzamiento, se vendieron aproximadamente 2000 copias.
Las cinco pistas fueron regrabadas para el álbum debut de la banda con un sello importante, Saturate (2002).

## Lista de canciones
| N.º | Título        | Duración |  |
| 1.  | «Home»        | 3:42     |  |
| 2.  | «Medicate»    | 2:57     |  |
| 3.  | «Polyamorous» | 2:58     |  |
| 4.  | «Water»       | 4:01     |  |
| 5.  | «Shallow Bay» | 4:03     |  |